# André Gruchet
André Robert Fernand Gruchet (Épinay-sur-Seine, 17 de abril de 1933-Challans, 3 de mayo de 2015) fue un deportista francés que compitió en ciclismo en la modalidad de pista. Ganó una medalla de bronce en el Campeonato Mundial de Ciclismo en Pista de 1959, en la prueba de velocidad individual.

## Medallero internacional
| Campeonato Mundial | Campeonato Mundial       | Campeonato Mundial | Campeonato Mundial       |
| Año                | Lugar                    | Medalla            | Competición              |
| ------------------ | ------------------------ | ------------------ | ------------------------ |
| 1959               | Ámsterdam (Países Bajos) | Medalla de bronce  | Velocidad individual (A) |